# Margarita Armand Ugón
Ana Margarita Armand Ugón Rivoir (Colonia Valdense, 30 de mayo de 1882-1987) fue una maestra, escritora y profesora uruguaya que vivió y ejerció la docencia en el departamento de Colonia.

## Biografía
Hija de Daniel Armand Ugón y Alice Rivoir. Creció en el seno de una familia numerosa de 12 hermanos. Entre sus hermanos se encuentran los médicos Alice, María y Victor Armand Ugón. 
Realizó sus estudios secundarios en el Liceo de Colonia Valdense y posteriormente estudió en Montevideo la carrera de Magisterio. Recibió también formación en Enseñanza Agrícola del Hogar con una beca que le permitió estudiar en varios países de Europa.
Organizó en el año 1910 la Liga Femenina Valdense. En 1918 fundó en Colonia Valdense la primera Escuela Municipal del Hogar del departamento de Colonia, donde enseñó la formación que recibió en Europa. 
Se desempeñó como Directora del Liceo de Colonia Valdense, así como de la Escuela 26 donde también fue la responsable de la creación del primer Parque Escolar en el interior del país.
Junto con su esposo, el Pastor Ernesto Tron (1897-1956), en el año 1933 participó en la fundación de un Hogar para Ancianos en Colonia Valdense.
Recibió reconocimientos por su labor, como el de Mujer del Año en 1976 y el Premio Interamericano a la Participación de la Mujer en el Desarrollo Rural en el año 1982 brindado por la Junta Interamericana de Agricultura.
Desde el año 2003 existe una calle que lleva su nombre en la ciudad de Colonia Valdense. Recientemente integra el nomenclátor de la ciudad de Montevideo, con el nombre de Margarita Armand Ugon.

## Publicaciones
- Libro de cocina y organización doméstica / Ana M. Armand-Ugón de Tron.-- Montevideo : El Siglo ilustrado, 1933.